# Sciadotenia toxifera
Sciadotenia toxifera är en tvåhjärtbladig växtart som beskrevs av Krukoff och A. C. Sm.. Sciadotenia toxifera ingår i släktet Sciadotenia och familjen Menispermaceae. Inga underarter finns listade i Catalogue of Life.